# Amy Marsh
Amy Marsh (* 23. November 1977 in Rochester als Amy Cottrill) ist eine ehemalige US-amerikanische Triathletin und mehrfache Ironman-Siegerin (2009, 2010 und 2011).

## Werdegang
Amy Cottrill war in ihrer Jugend erfolgreiche Schwimmerin, sie bestritt 2002 ihren ersten Triathlon und startet seit Juni 2006 als Profi-Athletin.

### Siegerin Ironman 2009
Beim Ironman Wisconsin siegte sie 2009 erstmals auf der Langdistanz (3,8 km Schwimmen, 180 km Radfahren und 42,195 km Laufen).
Amy Marsh startete für das Team TBB. Sie lebt seit 2001 in Austin und ist verheiratet mit dem Triathleten Brandon Marsh.

Im Dezember 2014 wurde bei ihr Leukämie (AML) diagnostiziert und sie begab sich unmittelbar in ärztliche Behandlung.
Sie kündigte an, 2017 noch bei einem Ironman zu starten und ihre Karriere dann zu beenden. Amy Marsh arbeitet mit ihrem Mann als Coach beim Team-Marsh Coaching.

## Sportliche Erfolge
| Datum/Jahr    | Rang | Wettbewerb                                 | Austragungsort                 | Zeit     | Bemerkung |
| ------------- | ---- | ------------------------------------------ | ------------------------------ | -------- | --- |
| 1. Juni 2014  | 1    | Ironman 70.3 Raleigh                       | Raleigh                        | 04:21:39 | [ 3 ] |
| 5. Mai 2014   | 7    | US Championships Middle Distance Triathlon | St. George                     | 04:29:16 | Nationale Meisterschaft auf der Mitteldistanz beim Ironman 70.3 St. George                                        |
| 21. Apr. 2013 | 2    | Ironman 70.3 New Orleans                   | New Orleans                    | 04:20:39 | |
| 22. Apr. 2012 | 4    | Ironman 70.3 New Orleans                   | New Orleans                    | 03:47:48 | Witterungsbedingt musste das Rennen auf verkürztem Kurs – ohne die Schwimmdistanz – ausgetragen werden.           |
| 1. Apr. 2012  | 3    | Ironman 70.3 Texas                         | Galveston Island               | 04:20:16 | mit persönlicher Bestzeit                                                                                         |
| 14. Aug. 2011 | 19   | Ironman 70.3 Germany                       | Wiesbaden                      | 05:33:56 | Ironman 70.3 European Championships                                                                               |
| 1. Mai 2011   | 6    | Ironman 70.3 St. Croix                     | Saint Croix                    | 04:52:31 | |
| 20. März 2011 | 2    | Ironman 70.3 Singapore                     | Singapur                       | 04:22:32 | [ 4 ] |
| 6. Juni 2010  | 4    | Ironman 70.3 Mooseman                      | Newfound (New Hampshire)       | 04:35:41 | |
| 1. Mai 2010   | 9    | Wildflower Triathlon                       | Lake San Antonio (Kalifornien) | 04:50:06 | auf der olympischen Distanz (1,5 km Schwimmen, 40 km Radfahren und 10 km Laufen) hinter der Siegerin Julie Dibens |
| 18. Apr. 2010 | 3    | Ironman 70.3 New Orleans                   | New Orleans                    | 04:20:23 | |
| 26. Juni 2009 | 1    | Ironman 70.3 Buffalo Springs               | Lubbock                        | 04:33:36 | [ 5 ] |
| 14. Juni 2009 | 4    | Ironman 70.3 Kansas                        | Lawrence                       |          | hinter der Siegerin Chrissie Wellington                                                                           |
| 17. Mai 2009  | 4    | Ironman 70.3 Florida                       | Orlando                        |          | |
| 26. Juni 2005 | 3    | Ironman 70.3 Buffalo Springs               | Lubbock                        | 04:58:34 | |
| 8. Mai 2004   | 8    | Gulf Coast Triathlon                       | Panama City Beach (Florida)    | 04:53:43 | hinter der Siegerin Ute Mückel                                                                                    |

| Datum/Jahr    | Rang | Wettbewerb                                      | Austragungsort | Zeit     | Bemerkung                                              |
| ------------- | ---- | ----------------------------------------------- | -------------- | -------- | ------------------------------------------------------ |
| 6. Juli 2014  | 5    | Ironman Germany                                 | Frankfurt      | 09:06:33 | Ironman European Championships                         |
| 12. Okt. 2013 | 19   | Ironman Hawaii                                  | Hawaii         | 09:35:29 |                                                        |
| 18. Mai 2013  | 6    | Ironman Texas                                   | The Woodlands  | 09:55:49 |                                                        |
| 13. Okt. 2012 | 10   | Ironman Hawaii                                  | Hawaii         | 09:38:15 |                                                        |
| 11. Aug. 2012 | 3    | Ironman New York                                | New York City  |          |                                                        |
| 19. Mai 2012  | 3    | Ironman Texas                                   | The Woodlands  | 09:04:00 |                                                        |
| 21. Aug. 2011 | 1    | Challenge Vichy                                 | Vichy          | 09:44:55 | Sieg bei der Erstaustragung                            |
| 29. Juli 2011 | 9    | Triathlon EDF Alpe d’Huez                       | Alpe d’Huez    | 07:16:17 | auf der Langdistanz                                    |
| 10. Juli 2011 | 2    | Ironman Switzerland                             | Zürich         | 09:11:36 | Zweite hinter der Schweizerin Karin Thürig             |
| 29. Mai 2011  | 1    | Ironman Brasil                                  | Florianópolis  | 09:09:39 | Sieg mit persönlicher Bestzeit auf der Ironman-Distanz |
| 9. Okt. 2010  | 11   | Ironman Hawaii                                  | Hawaii         | 09:28:19 | bei der Weltmeisterschaft auf der Ironman-Distanz      |
| 25. Juli 2010 | 1    | Ironman USA                                     | Lake Placid    | 09:27:30 |                                                        |
| 14. März 2010 | 1    | Ironman China                                   | Haikou         | 09:52:45 | [ 9 ]                                                  |
| 14. Sep. 2009 | 1    | Ironman Wisconsin                               | Madison        | 09:43:59 | erster Sieg auf der Langdistanz                        |
| 15. Juli 2007 | 7    | ITU Triathlon Long Distance World Championships | Lorient        |          |                                                        |
| 15. Okt. 2005 | 106  | Ironman Hawaii                                  | Hawaii         | 10:49:53 | Zweite in der AK W25–29                                |

(DNF – Did Not Finish)